# 함정수
함정수는 상대방을 끌어들이기 위한 의도와 함정이 숨겨진 음험한 수단이다. 정수가 아닌 부정적인 수로 암수라고도 한다.